# Jacob Dunnebier

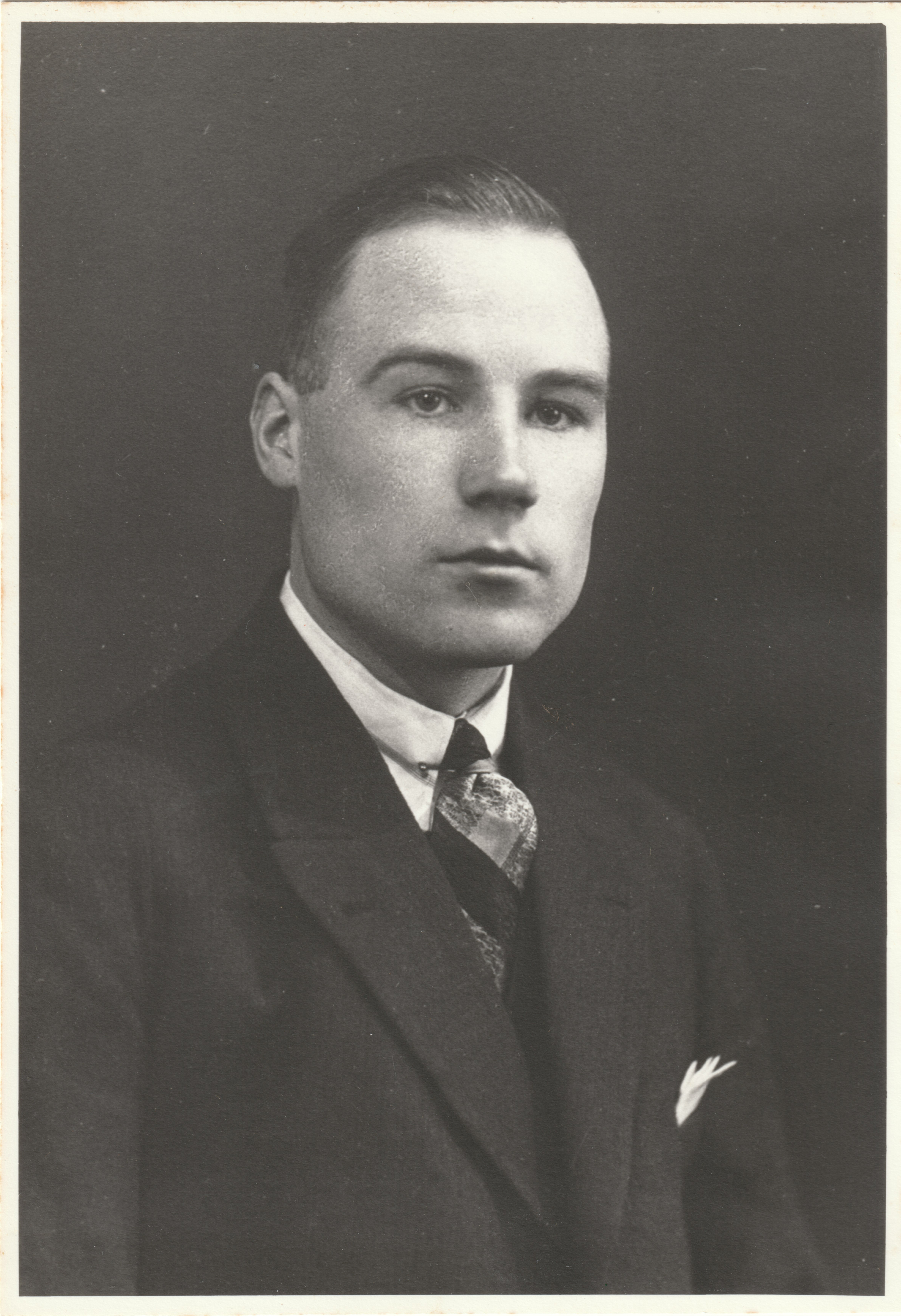
Jacob Dunnebier (1920er Jahre)

Jacob Dunnebier (* 5. September 1904 in Breukelen; † 11. Januar 1988 in Amsterdam) war ein niederländischer Architekt.

## Beruflicher Werdegang
Jacob Dunnebier machte zunächst eine Ausbildung als Zimmermann und studierte später Architektur an der Industrieschule in Amsterdam. Nach seinem Abschluss machte er sich in Amsterdam selbstständig.
Am Anfang seiner Karriere entwarf er viele soziale Wohnungsbaukomplexe, u. a. den Krugerhof (1929), den Geuzenhof (1933/1939) und den Muzenhof (1939). Bei diesen drei Wohnprojekten arbeitete er zusammen mit dem Bauunternehmer Huibert van Saane (1903–1981).

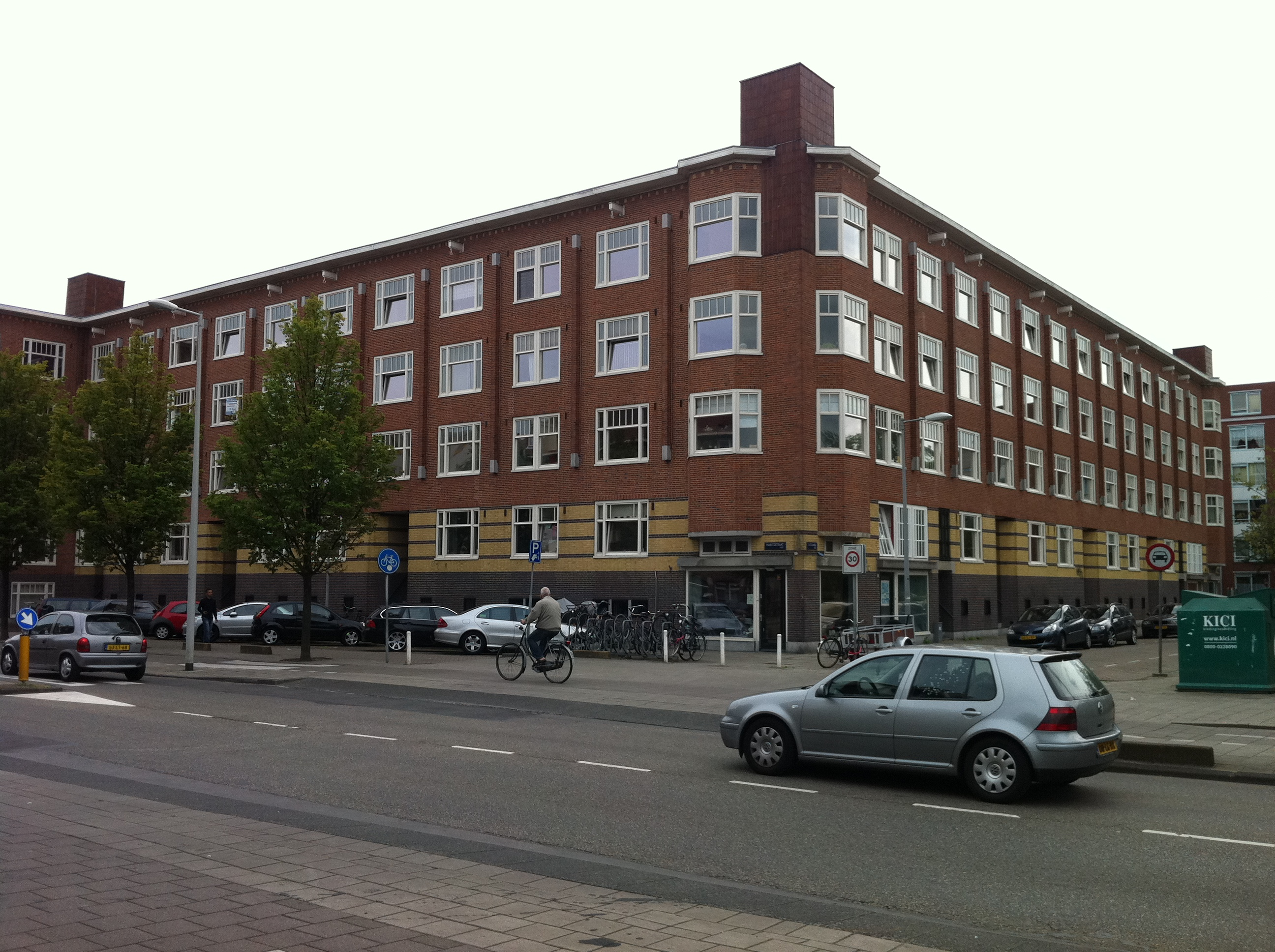
Krugerhof in Amsterdam, entworfen von Jacob Dunnebier und Arend Jan Westerman in 1929

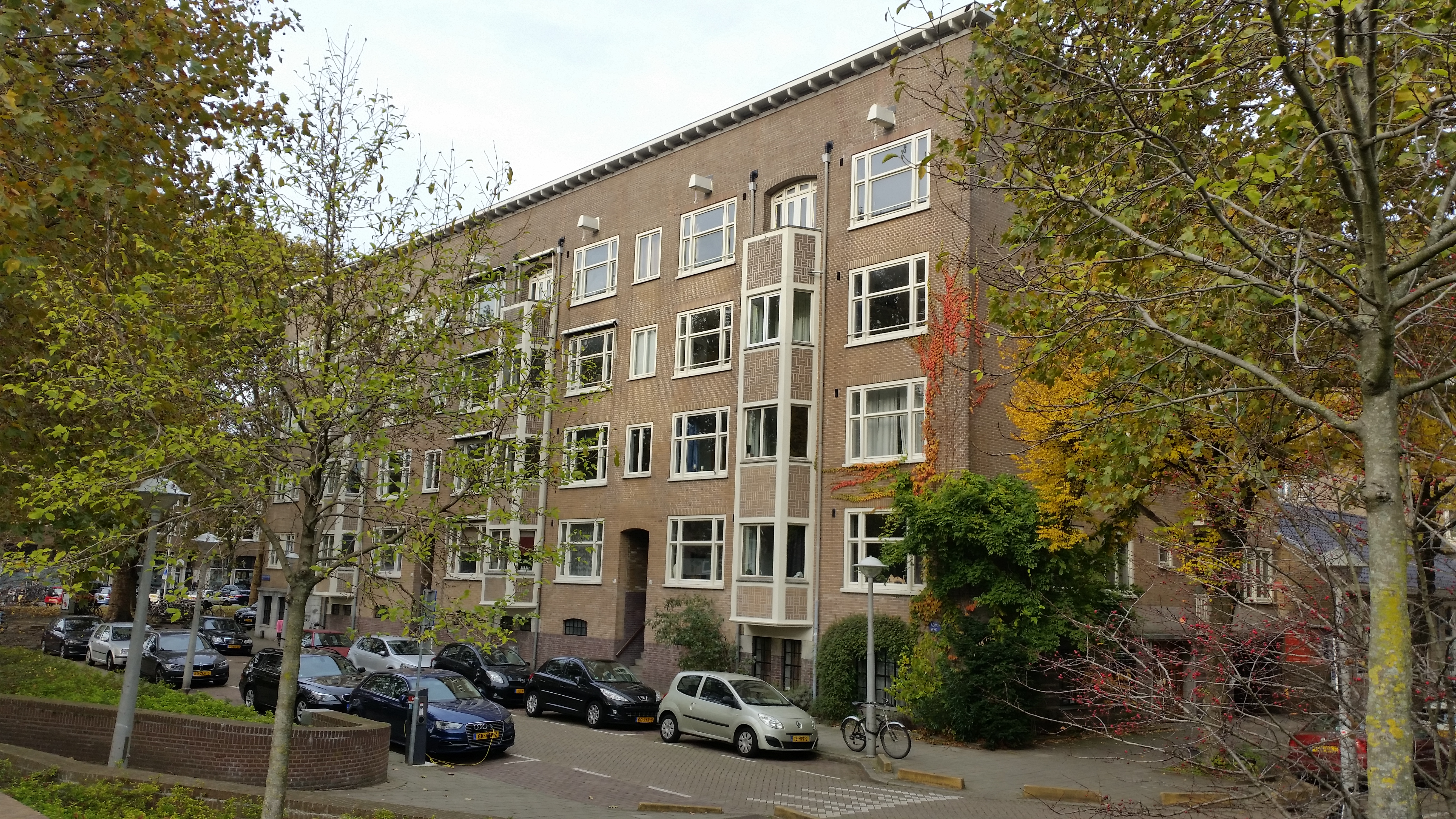
Der letzte Bauabschnitt des Geuzenhof in Amsterdam wurde entworfen von Jacob Dunnebier und Johannes F. Berghoef in 1933/1939; Municipal Monument in Amsterdam Nr. 200723

Vor dem Zweiten Weltkrieg entwarf Dunnebier u. a. für das Kaufhaus HEMA eine Filiale in der Linnaeusstraat, die Merkmale der Amsterdamer Schule und der Neuen Sachlichkeit aufweist. In der Zeit von 1934 bis 1939 konnte er eine Reihe von Wohngebäuden in der Amsterdamer Westerstraat realisieren, die 2006 von der Stadtverwaltung Amsterdam unter Denkmalschutz gesetzt wurden.
Nach dem Zweiten Weltkrieg wurde er von der Stadt Amsterdam für den Wiederaufbau eingestellt. Später ging er eine Partnerschaft mit dem Architekten Ronstadt ein, in der sie sich auf die Restaurierung, Renovierung und Umbau von historischen Gebäuden spezialisierten. Unter dem Namen Dunnebier & Ronstadt realisiert das Team die Restaurierung eines Klosters aus dem siebzehnten Jahrhundert in Gouda, das anschließend als Wohnraum für junge Menschen dient. In Amsterdam restaurierten sie den Staalhof an der Groenburgwal 42–44, und andere monumentale Gebäude an der Oude Schans, der Leidse Gracht, der Raamstraat und der Egelantiersgracht. Im Amsterdamer Jordaan-Viertel renovierten die Architekten den so genannten Berro-Komplex, und in St. Antoniesluis führten sie den Wiederaufbau mehrerer monumentaler Gebäude und des so genannten Leprozenpoortje durch. Außerdem entwarfen sie das Konferenzzentrum Residence in Vinkeveen, Altenwohnungen in Gouda und Sozialwohnungen an der Lijnbaansgracht und der Anjeliersstraat in Amsterdam.

### Geuzenhof
1933 wurde der Geuzenhof in Amsterdam West Jacob Dunnebiers erster Entwurf für einen sozialen Wohnkomplex dieser Größenordnung (rund 580 Wohnungen). Das Gelände gehörte zum Stadtausbreitungsplan Landlust, den die Stadtplaner Cornelis van Eesteren und Jakoba Mulder 1930/1931 für die Stadt Amsterdam ausgearbeitet hatten. Der erste Bauabschnitt des Geuzenhof wurde 1934 fertiggestellt.
In Zusammenarbeit mit Bauunternehmer Huibert van Saane entwarf Dunnebier für den Geuzenhof eine fünfstöckige Wohnanlage mit Flachdächern. Vier leicht unterschiedliche Wohnungstypen wurden integriert, darunter ein kleinerer Grundriss von 47 m² und ein größerer von 54 m² (jeweils ohne Balkon gerechnet) sowie Eck- und Dachgeschosswohnungen. Die unterschiedlichen Größen sollten verschiedene Mietergruppen ansprechen – Familien mit Kindern, alleinstehende Frauen und Senioren. Um die Erbpacht pro Wohnung zu senken, wurde eine Baubreite von 5,75 m festgelegt.
Jacob Dunnebier entwarf Fassaden, die durch eine rhythmische Anordnung von Fenstern, schrägen und vorspringenden Schornsteinen, Vorbauten und Erkern geprägt sind. Die Vorderansichten bestehen aus gelbem Backstein, der mit einem blaugrauen Backsteinsockel kombiniert ist, und werden oben von markanten Holzvorsprüngen abgeschlossen. Auf halber Höhe des ersten Geuzenhof-Gebäudes befand sich das Heizkesselhaus, das durch zwei hohe Schornsteine und einen markanten Erker gekennzeichnet ist.
Dunnebiers architektonischer Entwurf strahlte in den 1930er Jahren eine moderne Anmutung aus, ohne sich vollständig der Neuen Sachlichkeit zu verschreiben. Seine Kompositionen waren durchdacht und sorgfältig detailliert. Er setzte auf schlichte, aber raffinierte Elemente und distanzierte sich merklich vom damals noch vorherrschenden dekorativen, traditionalistischen Stil.
Den letzten Bauabschnitt des Geuzenhof, der erst 1940 fertiggestellt wurde, entwarf Jacob Dunnebier in Zusammenarbeit mit Architekt Johannes F. Berghoef. Das Team des Geuzenhof, das Bauunternehmer Huibert van Saane zusammengestellt hatte – mit den Architekten Jacob Dunnebier und Johannes F. Berghoef und der Gartenarchitektin Mien Ruys – sollte auch beim Muzenhof (1939) in Amsterdam wieder zusammenarbeiten.

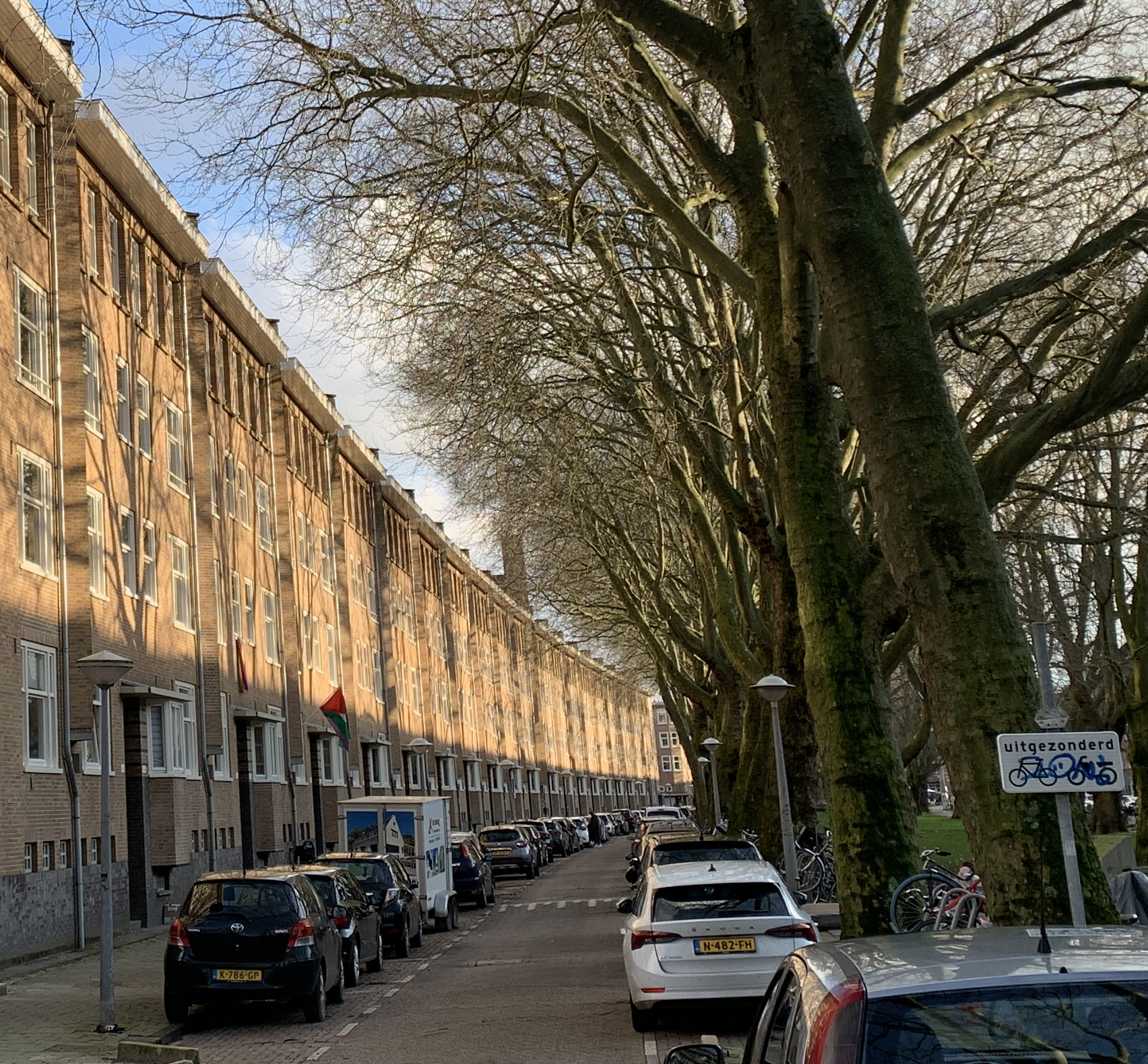
Geuzenhof, Amsterdam, 2024; entworfen von Jacob Dunnebier in 1933
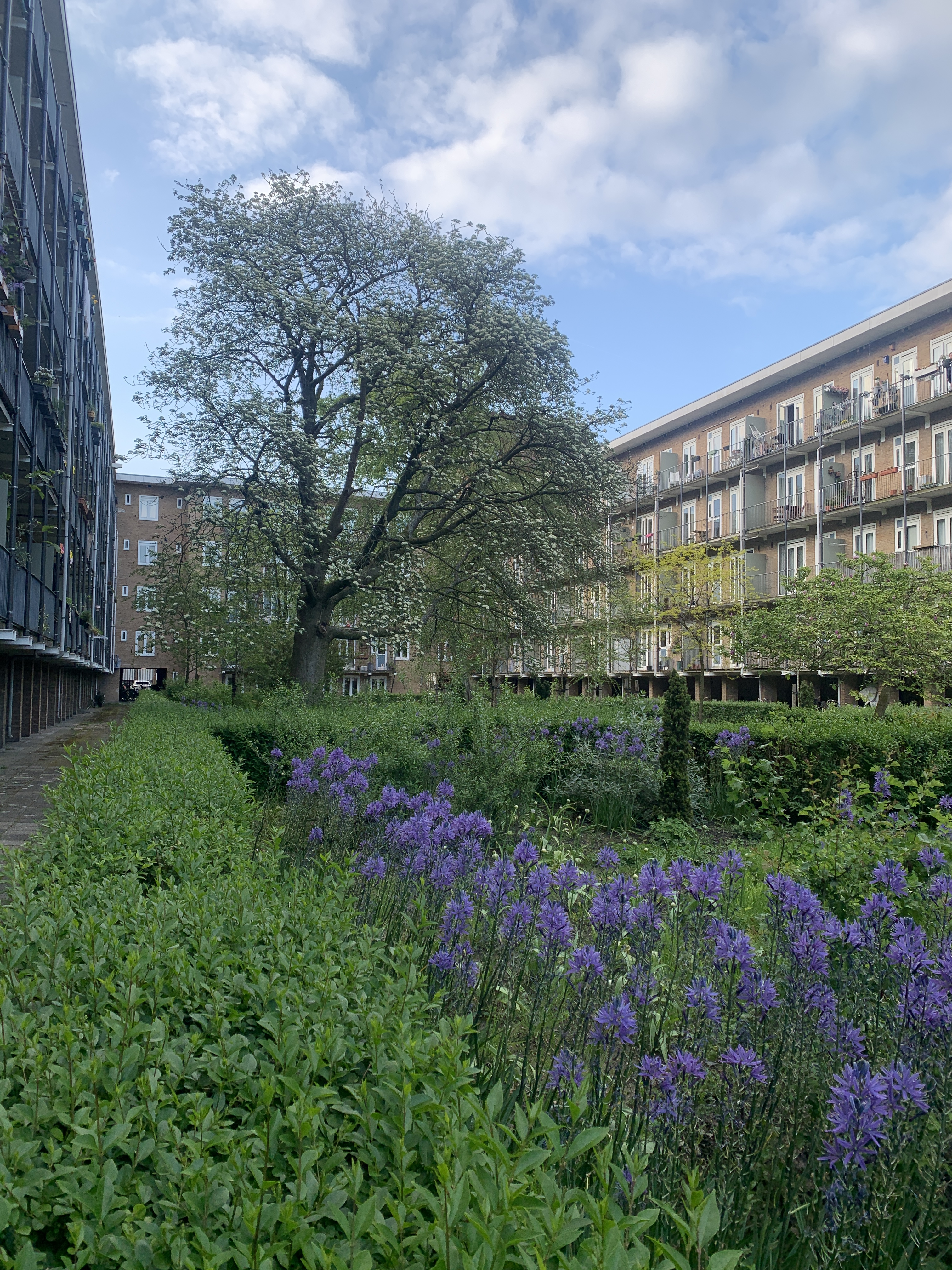
Geuzenhof 1, Amsterdam, 1935; gebaut von Huibert van Saane, Architektur Jacob Dunnebier, ursprüngliche Gartenarchitektur Mien Ruys; Neugestaltung des Gartens Copijn
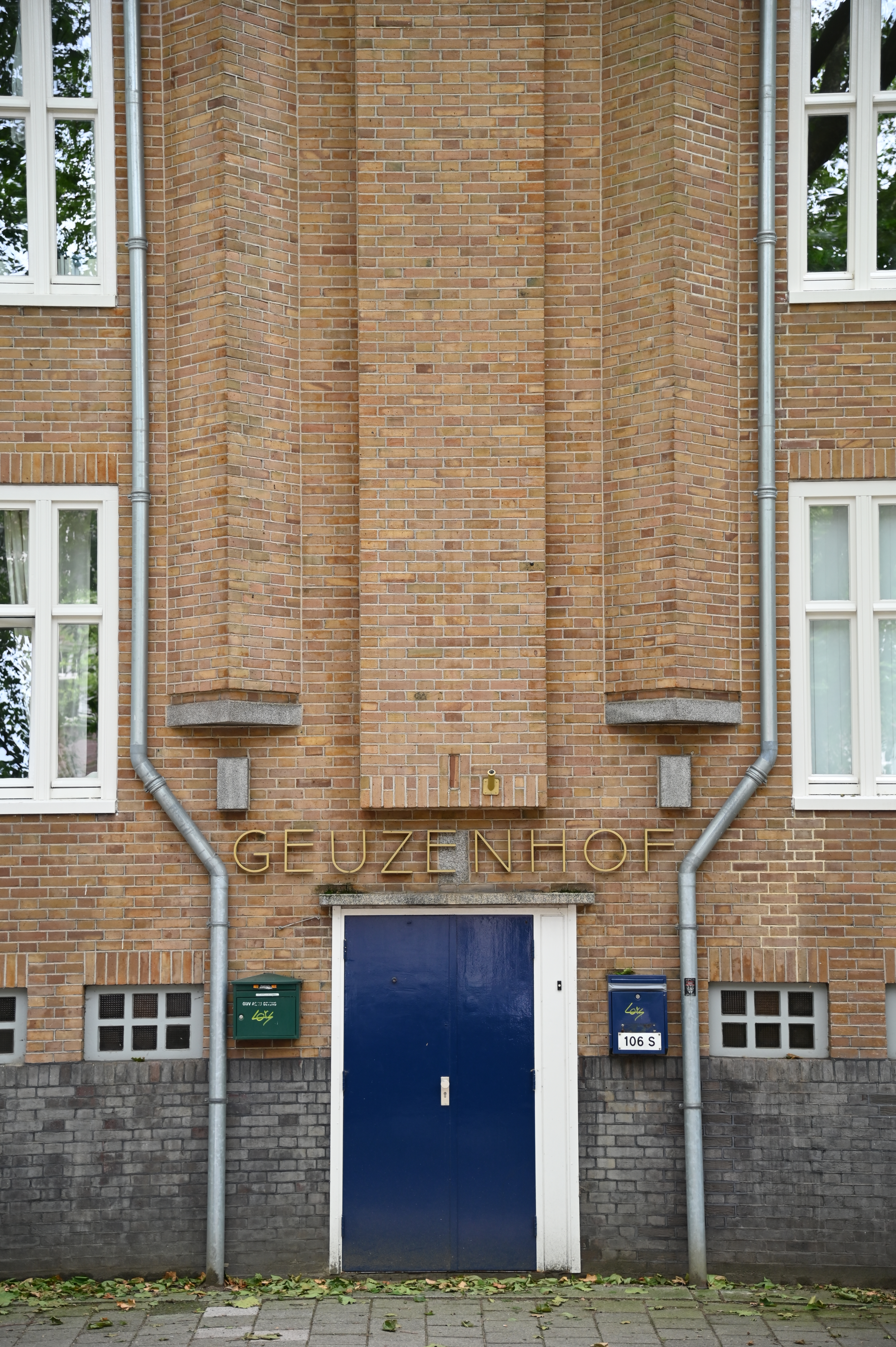
Geuzenhof, Eingang zum alten Kesselhaus, 2024
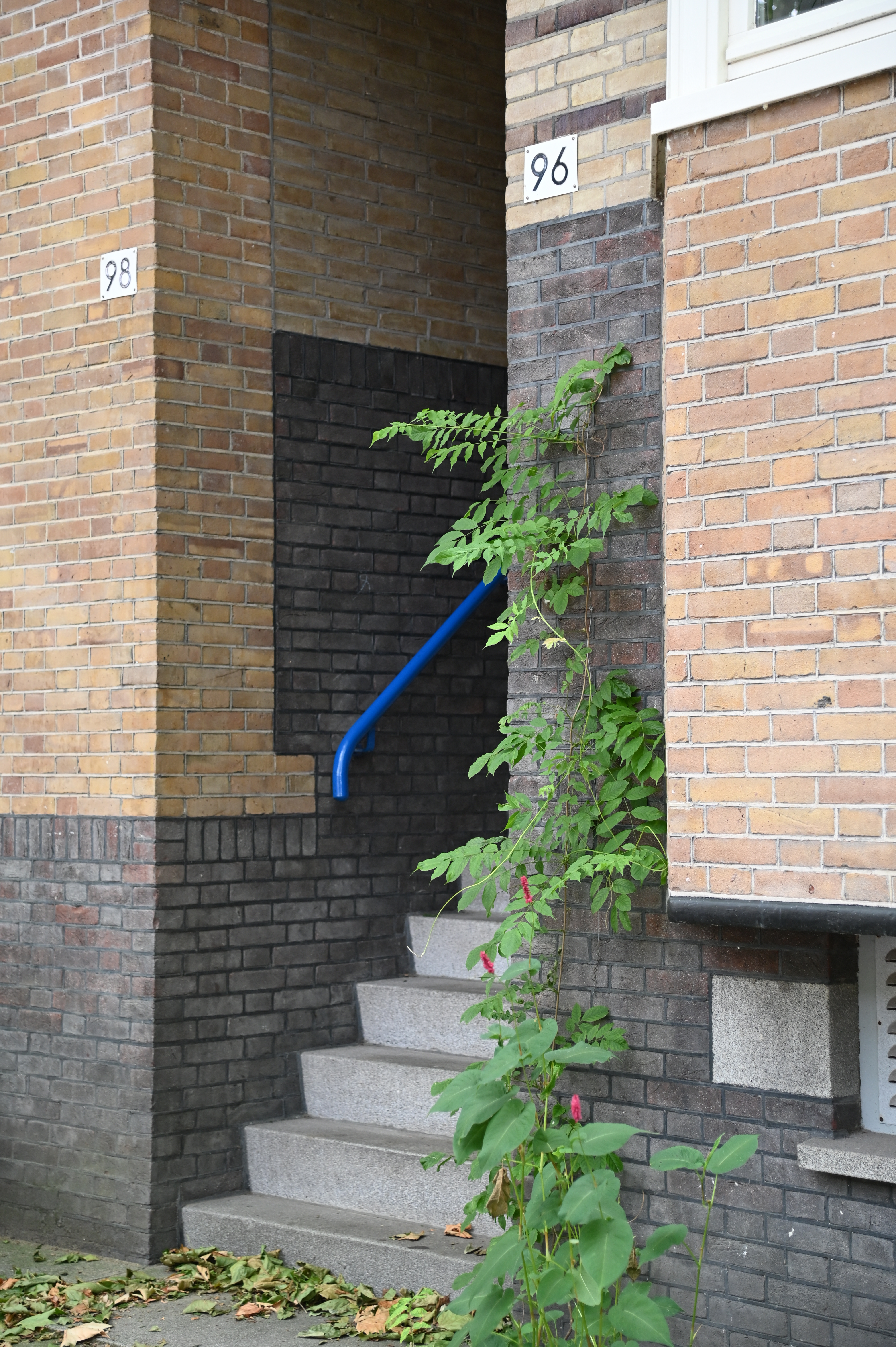
Geuzenhof, Treppenaufgang, mit abstrakten Ziegelsteinelementen von Architekt Jacob Dunnebier